# Італійська ліра
Італійська лі́ра ((італ. Lira Italiana); символ: L.; код ITL; скорочено як ₤ або Lit.) — офіційна валюта Італії з 1861 до 2002 року, після чого вона була замінена на євро. Одна ліра поділялася на 100 чентезимо.
Використовувана як розрахункова одиниця ще у VIII столітті, ліра вперше викарбувана в Італії 1472 року Венеційською республікою. Після цього вона карбувалася у більшості італійських держав до їхнього об'єднання. Ліра карбувалася за різними грошовими системами, поки 1806 року Наполеонівське Італійське королівство не запровадило італійську ліру як офіційну валюту за біметалевою десятковою системою, яка стала остаточною для неї. З падінням Наполеона і початком епохи Реставрації ліра продовжувала випускатися, зокрема, державами, що з'явилися в ході періоду Рісорджименто, які зробили італійську ліру своєю валюту. При створенні Італійського королівства 1861 року італійська ліра стала його офіційною валютою, продовжуючи свою історію навіть після проголошення республіки. Випуском банкнот займався Банк Італії, а монет — Міністерство економіки та фінансів Італії.

## Етимологія назви
Термін «ліра» походить від слова «літра» (давньогрецька: λίτρα), грошової та вагової одиниці, яку використовували італіоти та сициліоти ще у V столітті до нашої ери. Метою появи літри було полегшення комерційного обміну між цими давньогрецькими корінними народами, потім, після встановлення співвідношення між сріблом і бронзою, як 1:125, стала карбуватися срібна літра (давньогрецька: «λίτρα ἀγυρία»), монета була невеликого розміру, з вагою близько 0.84 г, й дорівнювала десятій частині статера, грошової одиниці Стародавньої Греції.
Між IV і III століттями до н. е. літра увійшла до вжитку Стародавнього Риму, де її грецьку назву адаптували до латині, перетворивши її на «лібру» (лат. «libra»). Якщо 293 року до н. е. вага лібри становила понад 320 г, то згодом традиційною для неї вагою стало 327.45 г. Окрім римської лібри, на території сучасної Італії існувало щонайменше вісім різних видів лібр, які, за винятком легких і важких етруських лібр, мали вагу від 220 г до 280 г, що, спочатку, збігалося, з вагою аса, однієї з найпоширеніших римських монет.
Згодом вплив галло-романських мов на латинську мову призвів до скасування букви «б» у слові «лібра» і, як наслідок, утворився термін «ліра».

## Історія

### Ліра як розрахункова одиниця

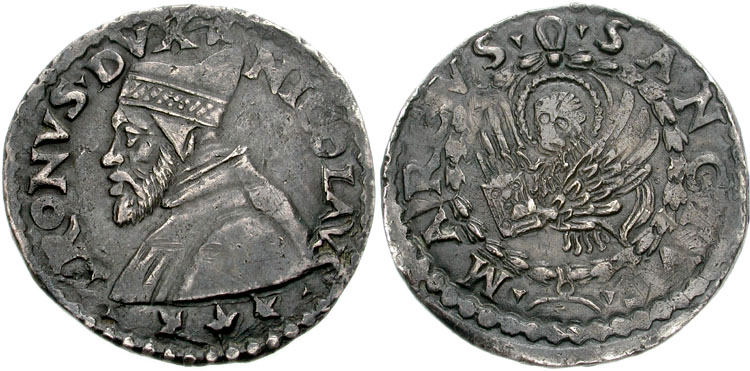
1 венеційська ліра (ліра Трон)
(1472 рік, срібло 948 проби, 6,5 г)

Наприкінці VIII століття, в рамках монетної реформи, яку проводив Карл Великий, ліра (фунт), стала основною ваговою одиницею нової системи. Замість десятичної грошової системи Стародавнього Риму в країнах Франкської імперії була введена нова грошова система з трьох деномінацій, що співвідносились між собою як 1:12:240. Система базувалась на срібних денаріях, які фактично карбувались і двох додаткових одиницях, що використовувались суто для розрахунків — ліри (фунта) і соліда (шиллінга). Між деномінаціями встановили таке співвідношення: 1 ліра = 20 солідам = 240 денаріям. Відповідно, 1 солід дорівнював 12 денаріям.
Після реформи монетні двори імперії карбували з лібри/фунта срібла (вага якої в каролінзькі часи коливалась від 407,92 г до 409,25 г) 240 денаріїв (які, своєю чергою, мали вагу від 1,699 г до 1,760 г), або згодом 20 солідів (інша назва — гроссо або грош), вартість яких дорівнювала 12 денаріям. З часом лібра стала грошовою одиницею і незалежно від вмісту у ній срібла, прирівнювалася до 240 денаріїв.

### Ліра як грошова одиниця
Грошова система, започаткована Карлом Великим, проіснувала в Італії до наполеонівських часів, при цьому починаючи з X століття відбувалося поступове зниження вартості денаріїв через зменшення у них кількості срібла, що при жорсткому співвідношенні 1 ліра = 240 денаріїв автоматично призводило до зменшення вартості самої ліри.
Процес знецінення денарія дозволив Венеційській республіці вперше викарбувати 1472 року монету вартістю 240 денаріїв — ліру Трон, названу на честь дожа Ніколо Трона. Надалі ліри, кожна з яких мала різну вагу, почали поширюватися в основних італійських державах: 1474 року Міланським герцогством, 1498 року Генуезькою республікою, 1539 року Флорентійським герцогством та 1561 року Савойським герцогством, але й вони через короткий час теж почали знецінюватися.
Перші італійські банкноти в лірах були випущені в Сардинському королівстві 26 вересня 1745 року за указом Карло Емануеля III Савойського. Попри їх випуск, ліра продовжувала використовуватися переважно як розрахункова одиниця, оскільки у XVIII столітті в Італії продовжували співіснувати дві повністю відмінні одна від одної грошові системи: в обігу перебували як монети стабільно високої протягом тривалого часу вартості, що переважно використовувалися в комерційних біржах, зокрема, цехіни, флорини і гроссо; так і дрібні монети, такі як — денарії, що постійно девальвувалися і використовувалися у малому бізнесі. Фактично, з початком випуску ліра перетворилася на велику монету, що не відповідала своїй вартості у 240 денаріїв, присвоєну їй за традицією.

### Ліри Наполеонівського періоду
У Франції XVIII століття в обігу перебували монети аналогічні італійським лірам, сольдо та динаріям. Французьким аналогом ліри був турський лівр (фр. livre tournois), що поділявся на 20 су та 240 деньє. Після перемоги Французької революції та створення Першої республіки 7 жовтня 1793 року була спроба запровадити нову грошову одиницю, на основі десяткової монетної системи, за еталон бралася республіканська монета, яка містила 9 г чистого срібла. 7 квітня 1795 року Франція змінила національну валюту з турського лівра на французький франк, положення щодо нової валюти остаточно закріпили законом від 7 квітня 1803 року. Франк повинен був важити 5 г і містити срібло 900 проби, водночас були викарбувані золоті монети 900 проби номіналом 20 франків з теоретичною вагою 6.451612 г, що дало початок біметалевій грошовій системі зі співвідношенням золота до срібла як 1 до 15.5. 1796 року, з початком Наполеоном Бонапартом італійської кампанії, що призвела до завоювання ним Італії та створення у її регіонах республік-союзників Франції, грошові системи, які використовувалися на Апеннінському півострові, зазнали великих змін. У Сардинському королівстві, яке в епоху Наполеона було перетворене в Субальпійську республіку, п'ємонтський скудо був замінений франком, указом від 13 березня 1801 року ввели монети номіналом 5 і 20 франків, які, ймовірно, карбувалися на Паризькому монетному дворі. Монета 5 франків виготовлялася за стандартами, прийнятими у Франції ще 1795 року, тоді як 20 франків, вийшли у пам'ять про битву при Маренго (за що отримали назву «маренго»), були створені за параметрами, офіційно затвердженими французьким законодавством у 1803 році. У Лігурійській республіці для карбування монет запровадили систему, засновану на генуезькій лірі. В Етрурському королівстві з 1801 року була в обігу тосканська ліра, яку, щоб уникнути плутанини в грошовому обігу, вирішили 1826 року замінити на традиційний флорин Великого Тосканського герцогства. У Королівстві Обох Сицилій ходіння піастра зберігалося до 1812 року, після чого Йоахім Мюрат ввів ліру Обох Сицилій, монету, рівну франку, яка перебувала в обігу протягом трьох років.
У північно-західній Італії Наполеон 1805 року створив Італійське королівство, у якому, відповідно указу від 21 березня 1806-го, ввели нову валюту, взаємозамінну з франком — італійська ліру. Карбувалися монети таких номіналів: 1, 3 і 5 чентезимо (один сольдо) які на 95 % складалися з міді; 10 чентезімо з білону 200 проби; 25, 50, 75 чентезимо і 1, 2 і 5 лір зі срібла 900 проби; 20 і 40 лір із золота 900 проби. Всі монети карбувалися за параметрами, встановленими законом 1803 року.

### Ліри часів Реставрації і Рісорджименто
Після розпаду Італійського королівства 1814 року ліра залишилася в обігу тільки в Герцогстві Парми та П'яченци і в Сардинському королівстві. Герцогиня Марія Луїза Габсбург-Лотарингська, друга дружина Наполеона, ввела пармська ліру, до якої випускалися монети номіналом 1, 3, 5, 25, 50 чентезимо і 1, 2, 5, 20 і 40 лір; тоді як Емануеле I Савойський карбував золоті монети номіналом у 10, 50, 80 і 100 сардинських лір.
На тлі низки революцій 1848 року, у Ломбардо-Венеційському королівстві відбулися події п'яти днів Мілану, що завершилися 22 березня 1848 року встановленням Тимчасового уряду Мілану, який був потім перетворений на тимчасовий уряд Ломбардії. Новий уряд Ломбардії 27 травня 1848 року видав указ, що дозволив карбувати серію монет номіналом 5, 20 і 40 італійських лір, які за вмістом, вагою і діаметром дорівнювали сардинським лірам. Монети виготовлялися на Міланському монетному дворі, 5 лір карбувалися зі срібла 900 проби, їх тираж склав 120 306 штук, а 20 і 40 лір — із золота 900 проби, тиражем 4593 і 5875 штук відповідно. На додаток до цих номіналів також розробили проєкти щодо карбування монет у 1 і 2 ліри, зі сплаву олова, цинку, міді та срібла виготовили тільки кілька їхніх зразків. 6 серпня того ж року, коли тимчасовий уряд впав, австрійська влада оголосила ці монети поза законом. Багато монет цієї серії, особливо номіналом у 5 лір, використали для оздоблення невеликих сувенірних скриньок. Як і Ломбардія, Венето також повстав проти Австрійської імперії, після чого 22 березня 1848 року була заснована Республіка Сан-Марко, у якій, як і в Ломбардії, вирішили карбувати ліри на основі сардинської ліри, але на відміну від ломбардських, вони просто містили назву «ліра» (так звана «поточна ліра» в чентезимо («lira corrente»)) замість «італійська ліра». Першою монетою, яку вирішили карбувати, було маренго номіналом 20 лір, указ щодо цього вийшов 14 січня 1848 року, хоча дослідники припускають, що монету викарбував Венеційський монетний двір лише 1849-го в кількості 5210 штук. 28 червня та 27 листопада 1848 року був виданий указ про карбування двох різних типів срібних монет номіналом 5 лір 900 проби, які, як і маренго, мали параметри сардинської ліри. Після цих монет карбувалися розмінні монети, чентезимо, за параметрами, відмінними від аналогічних монет Королівства Сардинії — 10 грудня 1848 року з'явився номінал у 15 чентезимо зі срібного сплаву, викарбуваних тиражем 155 196 штук, а 15 січня 1849 року почалося карбування, тиражем близько п'яти мільйонів, мідних монет номіналом 1, 3 і 5 чентезимо. Після повалення Тимчасового уряду Сан-Марко 24 серпня 1849 року, з цієї дати австрійська влада визнала його монети незаконними.
Останніми монетами часів Рісорджименто, на основі яких надалі карбувалися ліри Королівства Італії — стали монети Тимчасового уряду Тоскани та Королівських провінцій Емілії та Представництва Романьї. 17 січня 1860 року уряд Емілії почав карбувати монети номіналом 50 чентезимо, 1, 2, 5, 10 і 20 лір на Болонському монетному дворі. За основу нових монет Емілії, що мали на меті замінили в обігу папський скудо, який населення відмовлялося використовувати у розрахунках, були взяті сардинські мідні монети номіналами в 1, 3 і 5 чентезимо, зразка 1826 року. Ці монети містили лише напис «ліра», на відміну від монет, викарбуваних на Флорентійському монетному дворі, та ломбардських монет 1848 року, на яких повністю вказувалася назва «італійська ліра». Таким чином, першою монетою, номінал якої вказувався як «1 італійська ліра» — була флорентійською, на додаток до цієї монети Тимчасовий уряд Тоскани згідно двох декретів від 29 вересня 1859 року та 1 листопада 1860 року вирішив карбувати монети номіналом «2 італійські ліри» та 50 чентезимо та згідно розпорядженню від 2 грудня 1859 року карбувалися мідні монети номіналом 5, 2 і 1 чентезимо; всі монети містили напис: «Виборний король Віктор Емануїл II».
| - 1 пармська ліра, Марія-Луїза Австрійська (1815 рік, срібло 900 проби, 5 г) - 1 сардинська ліра, Карл Фелікс (1828 рік, срібло 900 проби, 5 г) - 5 лір Сан-Марко (1848 рік, срібло 900 проби, 25 г) - 20 лір Сан-Марко (1848 рік, золото 900 проби, 6,45 г) - 1 італійська ліра, Віктор Емануїл II (1863 рік, срібло 900 проби, 25 г) |

### Королівство Італія
1861 року на базі низки італійських держав утворено Королівство Італія, під владою Савойської династії. Протягом місяців, що передували проголошенню утворення Королівства, тодішній голова Ради міністрів Сардинського королівства, Камілло Бенсо ді Кавур, працював над створенням єдиного національного центрального банку, задля запровадження єдиної загальнодержавної серії банкнот, які мали лигітимізуватися й гарантуватися цією стабільною фінансовою установою, та вилучити з обігу паперові гроші доунітарних держав. Кавур вирішив створити таку установу на базі Національного банку Сардинської держави та Національного банку Тоскани, які на той час найбільше домінували в італійській банківській системі, приєднавши до них такі другорядні установи, як: Банк Папської держави, Банк Пармської держави, Торгову палату Венеції та Банк Чотирьох держав. Своєю реформою, Кавур хотів створити таку ж фінансову систему, яка існувала у Франції, Великій Британії, Німеччині та інших європейських державах, де центральні банки, як правило, контролювали офіційну облікову ставку, фінансові операції з державними облігаціями, керували золотим запасом та контролювали національну банківську систему. 6 червня 1861 року, трохи менш ніж через три місяці після створення Королівства Італії, Кавур помер, і наступні після нього уряди вирішили не продовжувати проєкт об'єднання банків, перешкоджаючи спробам Національного банку Сардинської держави стати гегемоном у загальнонаціональному банківському секторі. Проти створення єдиного центрального банку, зокрема, виступав і Франческо Феррара, міністр фінансів уряду Урбано Раттацці, який, через свої ліберальні переконання, бажав не порушувати свободи фінансовому сектору. У зв'язку з цим, запровадження єдиної для всієї країни серії банкнот, їхній випуск залишався фрагментованим, оскільки емісійні банки доунітарних держав зберігали право випуску своїх власних паперових грошей. Таким чином, між 1861—1870 роками в Королівстві Італія діяло п'ять емісійних центрів: Національний Банк Сардинської держави (перейменований 1866 року у Національний банк Королівства Італії), Тосканський кредитний банк; Неапольський банк та Сицилійський банк. Потім, між 1870—1893 роками, до цих п'яти емісійних центрів додався ще один — Римський Банк. Все це призвело до існування між 1861—1893 роками в Італії міжбанківської конкурентної системи грошової емісії.
Об'єднання Італії також більш виразно показало плутанину в італійській грошовій системі, що існувала до цього, яка переважно була заснована на срібному монометалізмі, тоді як в Королівстві Сардинії й в інших великих європейських країнах був золотий монометалізм. Щоб узгодити різні грошові системи, вирішили вибрати біметалізм, натхненний моделлю французького франка, з якої взято параметри монет і обмінний курс 1 до 15.50 між золотом і сріблом. Проте італійська монетна система відрізнялася від французької двома аспектами: срібні монети можна було обмінювати в необмеженій кількості з державою, проте було обмеження на обмін між приватними особами; також вирішено карбувати монети, які номінально мали срібло 900 проби, але фактично містили лише 835 пробу, щоб таким чином наблизити їх до реального обмінного курсу між золотом і сріблом, який становив приблизно 1 до 14,38. Рівно за чотири місяці після проголошення Королівства Італія уряд запровадив нову національну валюту — італійську ліру (перейменована срібна сардинська ліра).

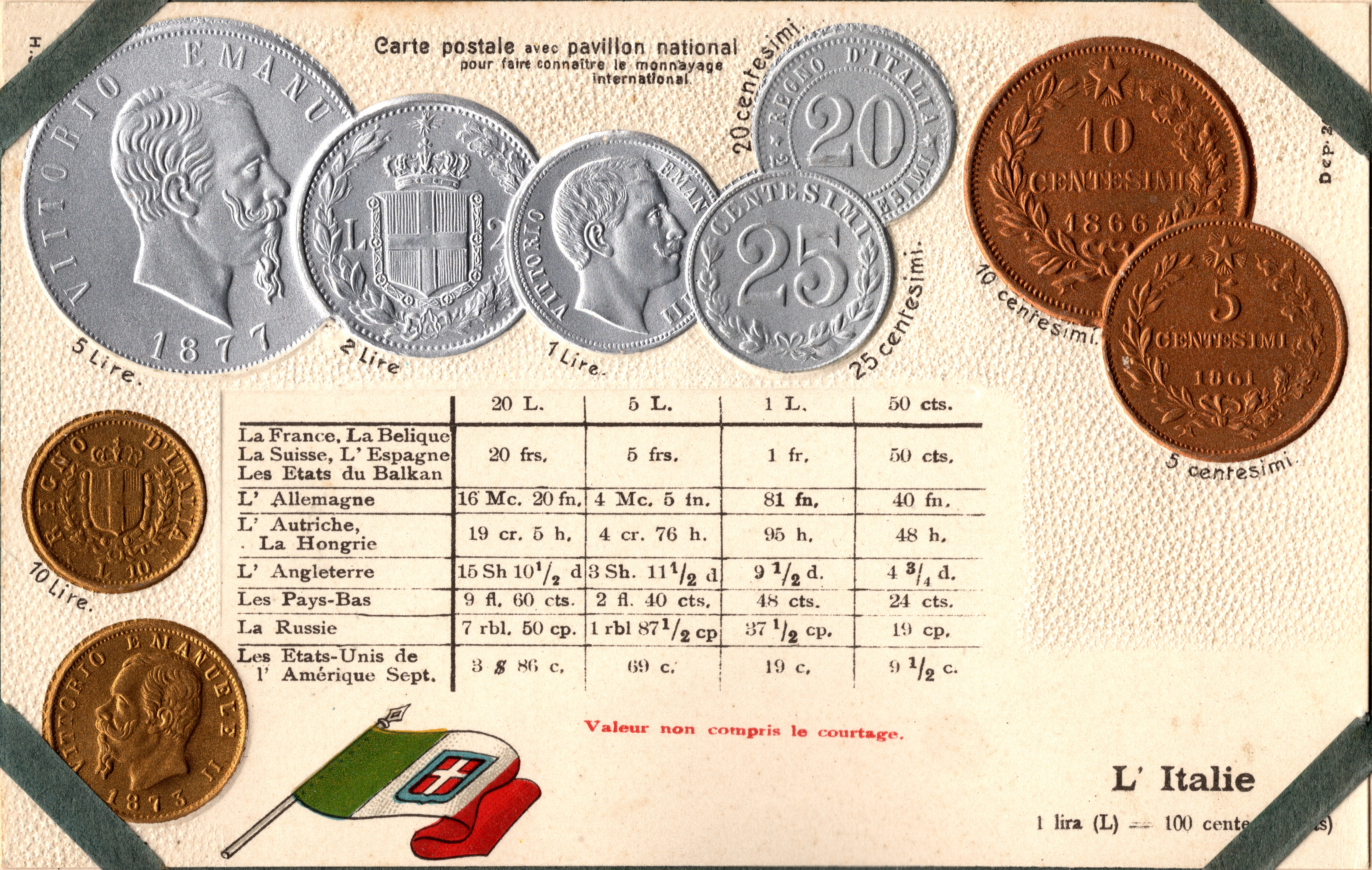
Поштова картка з монетами Італії часів королів Віктора Емануїла II та Віктора Емануїла III

Перед цим вжили заходів з переходу грошових одиниць низки держав на нову валюту, що увійшли до складу Королівства, тому що монети, які вони карбували, мали різний вміст срібла. Різні валюти конвертувалися в ліру за певним обмінним курсом. Тоді як справа зі злиттям грошового обігу різних країн в одне ціле виглядала інакше, через значущість таких факторів, як розміри монет, їхня кількість та типи металу, які вони містили. Одним із прикладів складності цього питання було й те, що Королівство Обох Сицилій, яке було найбільшою державою, мало менший за масштабами грошовий обіг, ніж решта країн Італії загалом.
| Країна                           | Монета                     | Розмінні одиниці     | Обмін    |
| -------------------------------- | -------------------------- | -------------------- | -------- |
| Королівство Обох Сицилій         | Дукат Обох Сицилій         | 100 грано            | 4,25 лір |
| Папська держава                  | Папський скудо             | 100 байокко          | 5,32 лір |
| Велике герцогство Тосканське     | Франческоне                | 10 паоло             | 5,60 лір |
| Герцогство Модени та Реджо       | Моденський талеро          | 1 таллеро Ерколе III | 5,54 лір |
| Герцогство Парми та П'яченци     | Пармська ліра              | 20 сольдо            | 0,20 лір |
| Ломбардо-Венеційське королівство | Ломбардо-венеціанська ліра | 100 чентезимо        | 0,86 лір |

Монети італійської ліри карбувалися з 1861 року, номіналом: 1, 2 і 5 чентезимо з міді; 50 чентезимо, 1, 2 і 5 лір зі срібла; та 10 і 20 лір із золота. Наказом від 24 серпня 1862 року всі монети колишніх італійських держав остаточно замінили італійською лірою зі вмістом 0,29032258 г чистого золота або 4.5 г срібла (до 4.459 г 1863 року), що відповідало вартості старої наполеонівської ліри та сучасного французького франка. З останньою валютою була повна взаємозамінність, що дозволило увійти в Латинський монетний союз й дозволити вільний обіг французького, швейцарського та бельгійського франків на території об'єднаної Італії. Пізніше до наявних номіналів додали монети в 10 чентезимо (мідь), 20 чентезимо (спочатку срібло, а потім мідно-нікелевий сплав), 5, 50 і 100 лір (золото). Після об'єднання грошова маса здебільшого складалася з металевих монет, які становили 90 % загальної кількості грошей у обігу. Паперові банкноти почали набувати більшого поширення лише після 1866 року, коли Італія відмовилася від золотого стандарту.
Конкуренція між кількома емісійними банками призвела до фінансових криз 1866 і 1893 років. Хоча основною причиною фінансової кризи 1866 року був високий зовнішній борг Італії, зростаючий державний борг і війна проти Австрії за Третю війну за незалежність. Для фінансування війни 1 травня 1966 року уряд прийняв указ, який взяв позику у розмірі 250 мільйонів лір від Національного банку Королівства, що призвело до зупинки конвертованості банкнот на золото. Золоті та срібні монети, які все ще широко використовувалися, зникали з обігу і накопичувалися населенням, а кількість паперових грошей в обігу почала зростати. Загалом, у період між об'єднанням Італії і Першою світовою війною, конвертованість паперових грошей на золото зберігалася у наступні періоди: 1861—1866, 1882—1885 і 1902—1914 роками, а в перервах між ними вводився фіатний режим. Наступна глибока економічна та фінансова криза завершилася ліквідацією 1893 року двох основних комерційних банків, банкрутством інших та ліквідацією Римського банку. Того ж року, внаслідок злиття двох емісійних банків, Тосканського та Національного, був створений центральний банк країни — Банк Італії, який забезпечував золотом не менше 40 % паперових лір в обігу. Тоді як Неапольський та Сицилійський банки зберіглися та мали емісійні права до 1926 року.
Попри всі ці події, XIX століття виявилося століттям відносної стабільністі вартості ліри. Як наполеонівська ліра початку століття, так і італійська ліра на початку 1900-х років завжди мали вміст у 0,29032258 г золота.

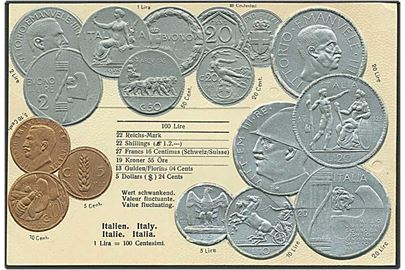
Поштова картка з монетами Італії часів фашистського уряду та правління короля Віктора Емануїла III 1920-х—1940-х років

1915 року Італія вступила у Першу світову війну. Великі витрати на війну, яка тривала до 1918 року, надзвичайно зменшили золотий запас Італії, накопичений в скарбниці Центрального банку. Кількість грошей в обігу збільшилася майже вчетверо, що вчергове призело до скасування конвертованості паперових грошей на золото. Відбулося знецінення ліри, якщо 1914 року її курс до долара США складав 5.18 лір, то 1920 року вже 21,111 лір. Крім того, виник дефіцит металу для карбування монет. Протягом першої половини 1920-х років ліра девальвувалася, так, її курс до фунта стерлінгів з 89,48 лір у червні 1922 року, впав до 145 лір у липні 1925 року, та 154 лір у липні 1926 року. Вартість долара, станом на 1925 рік, складала 25,09 лір.
Беніто Муссоліні (голова Національної фашистської партії), який прийшов на пост прем'є-міністра 1922 року, бажав перетворити Італію на провідну державу світу, але для цього йому була потрібна міцна ліра, тому 1926 року його уряд прийняв нове валютне законодавство, так звану «квоту 90», після чого ліра ревальвувалася, поки не досягла курсу 90 лір за британський фунт, що було досягнуто за допомогою контролю за рухом капіталу, підвищення відсоткових ставок та обов'язковим обміном короткострокових облігацій на довгострокові. В рамках нового законодавства, з 1927 року був скасований фіат й знову запроваджена конвертованість паперових грошей на золото, її новий золотий вміст склав 0,07919 г. Окрім цього, її прив'язали до долара США на рівні 19 лір за долар. Надалі, попри світову економічну кризу кінця 1920-х років, проведена політика стабілізації та дефляції відобразилася на зростанні обмінного курсу ліри, який 1935 року досяг 59,42 лір за фунт.
З початком 1935 року Італо-ефіопської війни, ліра знову почала знецінюватися. 1936 року встановили новий золотий вміст ліри на рівні 0.04677 г, але при цьому її золоту конвертованість скасували. У жовтні того року відбулася офіційна девальвація ліри на 41 %, й повернутий її обмінний курс до долара у 19 лір за долар, рівня 1927 року. Крім цього, 1936 року був встановлений окремий «туристичний» курс, де долар дорівнював 24,89 лірам. Надалі, до початку Другої світової війни, курс ліри стабілізувався, 1940 року він складав 19,8 лір за долар.
За час Другої світової війни, ліра втратила вп'ятеро своєї вартості, ніж долар і фунт порівняно з 1939 роком. Вступ Італії у Другу світову війну 1940 року надалі призвів до краху національного військово-політичного апарату 1943-го, країна була фактично окупована на півночі нацистською Німеччиною та маріонетковою державою Італійська соціальна республіка, а південь знаходився під контролем союзників та уряду П'єтро Бадольйо. У цій складній ситуації Банк Італії, попри постійні спроби, не зміг зберегти стабільність ліри, яка зазнала гіперінфляції, що прискорило руйнування італійської економічної системи. Щоб підтримати великі військові витрати, уряд змусив центральний банк випустити нові банкноти, внаслідок чого кількість грошей в обігу збільшилася з 16.5 млрд показника 1936 року до 156.6 млрд в грудні 1943-го. Золотий вміст ліри, встановлений 1936 року, залишався незмінним до червня 1945-го, коли Банк Італії підвищив офіційну закупівельну ціну золота до 112,527 лір за кг. Після вторгнення союзників до Італії в червні 1943 року було встановлено курс обміну в 120 лір за 1 долар й 480 лір за 1 фунт. В німецьких окупаційних зонах існував курс 10 лір за 1 райхсмарку. Між 1943—1947 роках відбулася перерва в коливаннях курсу ліри, коли окупаційні війська союзників на півдні Італії впровадили в обіг союзну військову ліру (так звану «Ам-ліру»), тобто неконвертовані паперові гроші, які стали законним платіжним засобом і взаємозамінними з місцевою валютою на підставі військової прокламації.
Крім цього, великих змін протягом першої половини XX століття зазнало в Італії і карбування монет. Після Першої світової війни монети в 50 чентезимо, 1 і 2 ліри почали карбувати з нікелю, а в передвоєнні роки та під час Другої світової війни — з нержавіючої сталі. Монети номіналом в 5, 10 і 20 лір випускалися зі срібла. Після Другої світової війни через сильну інфляцію чентезимо більше не випускали, найдрібнішим номіналом стала монета в 1 ліру.

### Італійська республіка
На момент завершення війни 1945 року, ліра втратила вп'ятеро своєї вартості, ніж долар і фунт порівняно з 1939 роком. Девальвація тривала навіть після проголошення Італійської республіки (1946) та приєднання Італії до плану Маршалла (1947). На момент заснування Бреттон-Вудської валютної системи у листопаді 1947 року її курс був зафіксований на рівні 575 лір за долар. Після девальвації фунта, Італія 21 вересня 1949 року знизила курс своєї валюти до 625 лір за долар. Цей курс зберігався й до скасування Бреттон-Вудської системи на початку 1970-х років. 27 березня 1947 року Італія приєдналася до Міжнародного валютного фонду. З грудня 1947 по вересень 1949 року офіційний курс ліри виводився з середньомісячного значення щоденних котирувань на римській та міланській біржах. 30 березня 1960 року Італія відновила золоту конвертовність ліри, надавши Міжнародному валютному фонду конвертовний коефіцієнт на рівні 0,00142187 г золота за ліру, що було еквівалентно 625 лірам за долар, і зобов'язавшись втручатися в регуляцію обмінного курсу, на випадок його коливання вгору, або вниз на 1 %; цим положенням Італія офіційно приєдналася до Бреттон-Вудських угод.
У грудні 1973 року деякі основні країни ОПЕК вирішили різко підвищити ціни на сиру нафту, що спровокувало нафтову кризу, яка сильно вдарила по італійській економіці. Зростання цін на нафту змусило Банк Італії підвищити навесні 1974 року облікову ставку до 9%. Крім того, для боротьби з кризою було випущено велику кількість боргових зобов'язань, що 1975 року зробило ліру об'єктом інтенсивних спекулятивних процесів. Зростання державного боргу, викликане нафтовою кризою, призвело до сильної девальвації ліри по відношенню до інших європейських валют, і задля її стабілізації Банк Італії восени 1976 року знову підвищив облікову ставку до 15%.
Ще у серпні 1971 року США припинили конвертування долара у золото, що означало крах Бреттон-Вудської системи. З цього моменту міжнародні валютні курси, в тому числі європейські, знову почали коливатися. Подальші спроби провідних країн світу зменшити коливання курсів (так звані Смітсонівські угоди прийняті в грудні 1971 року, де центральний курс ліри було встановлено на рівні 581,50 лір за 1 долар, а діапазон коливання складав 2,25 %) та європейських країн («Європейська валютна змія», створена 1972 року) — не мали успіху. Після виходу Італії з «валютної змії» 9 лютого 1973 року, ліра перейшла у режим вільно плаваючого курсу, що залежив від таких оcновних економічних воказників, як відсоткові ставки, інфляція та платіжний баланс. Таким чином курс долара зріс з 582,38 лір 1973 року до середньорічного максимуму 1909,74 лір 1985 року; 1990-го він упав до 1198,4 лір і знову виріс до 1232,3 лір 1992-го.
Щоб зменшити надмірні коливання обмінних курсів між європейськими валютами, до яких ліра була дуже вразливою в роки нафтових криз, деякі країни Європейської економічної спільноти (ЄЕС) вирішили запровадити європейські обмінні угоди. Таким чином, вісім країн-учасниць (Італія, Франція, Німеччина, Нідерланди, Данія, Бельгія, Ірландія та Люксембург) 13 березня 1979 року створили Європейську валютну систему (ЄВС) та Європейську розрахункову одиницю (ЕКЮ), віртуальну валюту, що базувалася на «валютному кошику» країн-учасниць. При складанні «кошика» були враховані економічні можливості кожної країни. Курс ліри до ЕКЮ становив — 1148,15; а її частка у «кошику» — 9,49%. Коливання курсу валют країн-учасниць обмежувалось до 2,25 %, за винятком ліри, для якої діапазон розширили до 6 %. Італійська ліра залишалася в ЄВС до 1992 року. Того року через серйозну фінансову кризу в Європі з ЄВС вийшла не лише ліра, але й британський фунт. 25 листопада 1996 року ліра знову приєдналася до ЄВС, із курсом 990 лір за одну німецьку марку.

### Введення євро

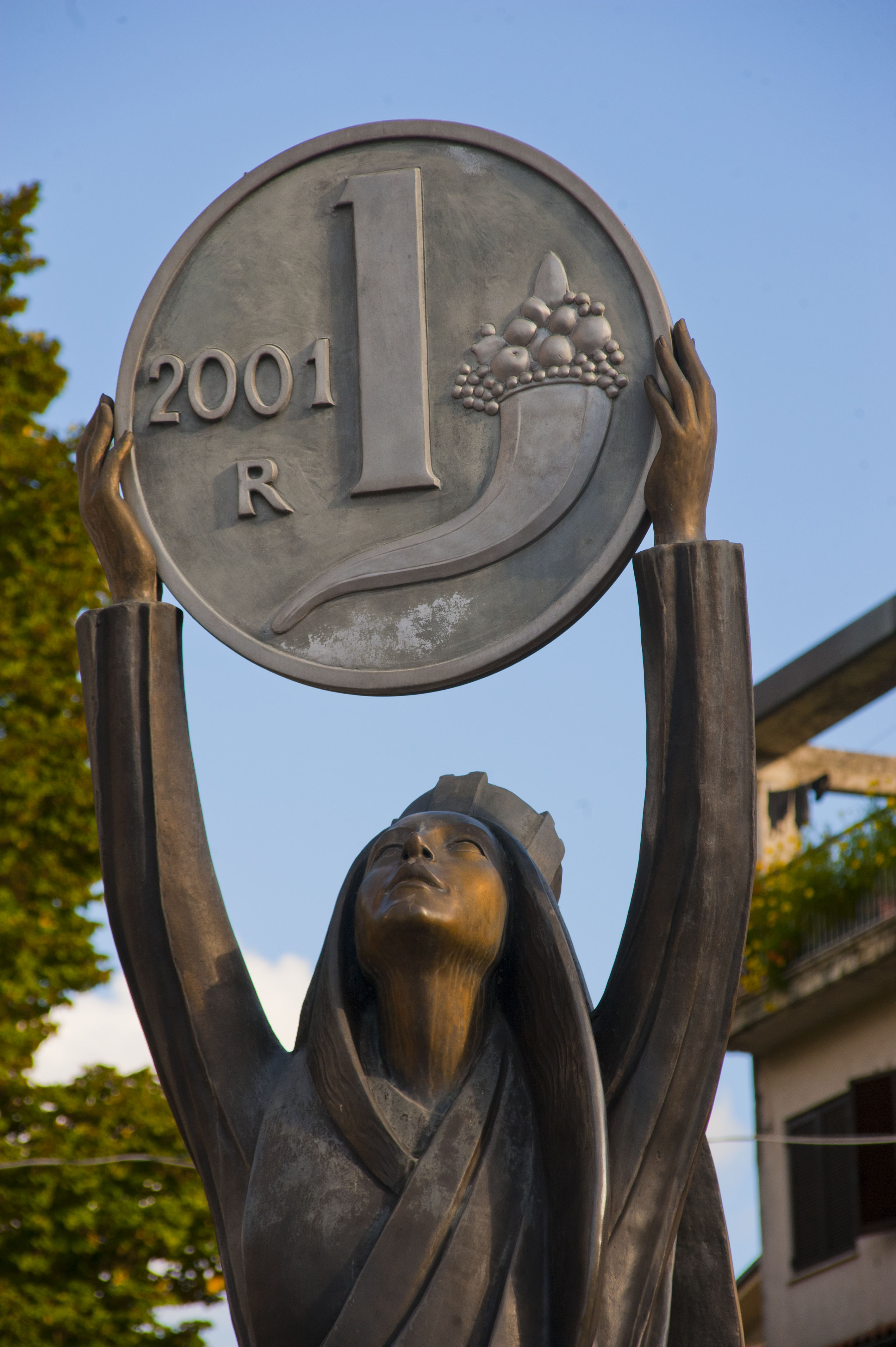
Пам'ятник лірі у Рієті

1 січня 1999 року євро офіційно став грошовою одиницею Італії, зі встановленим напередодні обмінним курсом, де 1 936,27 італійських лір дорівнювали 1 екю, які з наступного дня переводилися у євро за курсом 1:1. З цього моменту ліра використовувалася лише як розмінна грошова одиниця євро, для цього монети та банкноти в лірах просто деномінувалися. Тоді як, починаючи з цієї дати, для всіх «нефізичних» форм платежу (електронні перекази, цінні папери тощо) використовувалося лише євро. 1999-й став останнім роком, коли монетний двір карбував і випускав монети для загального обігу номіновані в лірах.
Артикль 109 Маастрихтського договору наказував, що за два роки до вступу у Валютний союз, призначеного на 1 січня 1999 року, країни-кандидати більше не мають права девальвувати свою валюту проти екю. 1992 року відбулася девальвація ліри (тоді екю дорівнював 1 587 лірам або 2,02 німецької марки), 1997-го 1 929,66 лір дорівнювали 1 екю, що стало дуже близьким показником до майбутнього фіксованого обмінного курсу у 1 936,27 лір за екю/євро.
1 січня 2002 року, почався етап повного переходу на монети та банкноти євро, період одночасного обігу двох валют тривав до 1 березня того року, коли було остаточно вилучено монети та банкноти у лірах. 2001 року, як данина валюті, що виводилася з обігу, була випущена серія пам'ятних заключних монет італійської ліри у якості пруф та анциркулейтед.
Спочатку термін обміну ліри був встановлений у десять років: монети та банкноти, які продовжували вважатися законним платіжним засобом при введенні євро, можна було обміняти у відділеннях Банку Італії до 29 лютого 2012 року. Проте негайна постанова уряду Маріо Монті скоротила термін обміну монет та банкнот до 7 грудня 2011 року (стаття 26 Законодавчого декрету № 201/2011, опублікованого в «Офіційному віснику» № 284 від 6 грудня 2011 року). Потім цю постанову оголосили неконституційною. Ухвала Конституційного суду від 7 жовтня 2015 року № 216 фактично знову відновила умови обміну.

## Монети

### Стандартні монети
Монети останніх серій італійської ліри, що перебували в обігу до повного переходу на євро 2002 року.
| Зображення | Номінал (лір) | Опис                             | Опис                                     | Роки карбування | Автори                        | Автори                        | Технічні параметри | Технічні параметри | Технічні параметри              | Гурт                  |
| Зображення | Номінал (лір) | Аверс                            | Реверс                                   | Роки карбування | Дизайнер                      | Гравер                        | Вага (г)           | Діаметр (мм)       | Матеріал                        | Гурт                  |
| ---------- | ------------- | -------------------------------- | ---------------------------------------- | --------------- | ----------------------------- | ----------------------------- | ------------------ | ------------------ | ------------------------------- | --------------------- |
|            | 1             | Чашкові ваги                     | Ріг достатку                             | 1951–1959       | Джузеппе Романьйолі           | Джузеппе Романьйолі           | 0.625              | 17.2               | Італьма                         | Гладкий               |
|            | 2             | Медоносна бджола                 | Оливкова гілка                           | 1953–1959       | Джузеппе Романьйолі           | Джузеппе Романьйолі           | 0.8                | 18.3               | Італьма                         | Рифлений              |
|            | 5             | Кермо                            | Дельфін                                  | 1951–1998       | Джузеппе Романьйолі           | Джузеппе Романьйолі           | 1                  | 20.3               | Італьма                         | Гладкий               |
|            | 10            | Плуг                             | Колоски пшениці                          | 1951–1999       | Джузеппе Романьйолі           | Джузеппе Романьйолі           | 1.6                | 23.3               | Італьма                         | Гладкий               |
|            | 20            | Жінка, прикрашена колосками      | Дубова гілка                             | 1957–1959       | Джузеппе Романьйолі           | Джузеппе Романьйолі           | 3.6                | 21.3               | Бронзітал                       | Рифлений              |
| 1969–1999  | 20            | Жінка, прикрашена колосками      | Дубова гілка                             | Гладкий         | Джузеппе Романьйолі           | Джузеппе Романьйолі           | 3.6                | 21.3               | Бронзітал                       |                       |
|            | 50            | Жінка, увінчана дубовими гілками | Римський бог вогню Вулкан                | 1954–1989       | Джузеппе Романьйолі           | П'єтро Джампаолі              | 6.25               | 24.8               | Акмонітал                       | Рифлений              |
| 1990–1995  | 50            | Жінка, увінчана дубовими гілками | Римський бог вогню Вулкан                | 2.7             | Джузеппе Романьйолі           | П'єтро Джампаолі              | 16.55              | Гладкий            | Акмонітал                       |                       |
|            | 50            | «Італія турріта»                 | Рослінний орнамент                       | 1996–1999       | Лаура Кретара                 | Лаура Кретара                 | 4.5                | 19.2               | Мідно-нікелевий сплав           | Гладкий               |
|            | 100           | Жінка, увінчана оливковим вінком | Мінерва, римська богиня війни і мудрості | 1955–1989       | Джузеппе Романьйолі           | П'єтро Джампаолі              | 8                  | 27.8               | Акмонітал                       | Рифлений              |
| 1990–1992  | 100           | Жінка, увінчана оливковим вінком | Мінерва, римська богиня війни і мудрості | 3.3             | Джузеппе Романьйолі           | П'єтро Джампаолі              | 18.3               |                    | Акмонітал                       | Рифлений              |
|            | 100           | «Італія турріта»                 | Оливкова гілка, дельфін, колос і чайка   | 1993–1999       | Лаура Кретара                 | Лаура Кретара                 | 4.5                | 22                 | Мідно-нікелевий сплав           | Переривчасто-рифлений |
|            | 200           | Профіль жінки                    | Зубчасте колесо                          | 1977–1998       | Маріо Валлуччі                | Маріо Валлуччі                | 5                  | 24                 | Бронзітал                       | Рифлений              |
|            | 500           | Жінка, прикрашена пір'ям         | Площа Квірінале                          | 1982–1995       | Лаура Кретара                 | Лаура Кретара                 | 6.8                | 25.8               | Акмонітал Бронзітал             | Переривчасто-рифлений |
|            | 1000          | «Італія турріта»                 | Політична карта Європи                   | 1997–1998       | Лаура Кретара Ульяна Пернадза | Лаура Кретара Ульяна Пернадза | 8.8                | 27                 | Бронзітал Мідно-нікелевий сплав | Переривчасто-рифлений |

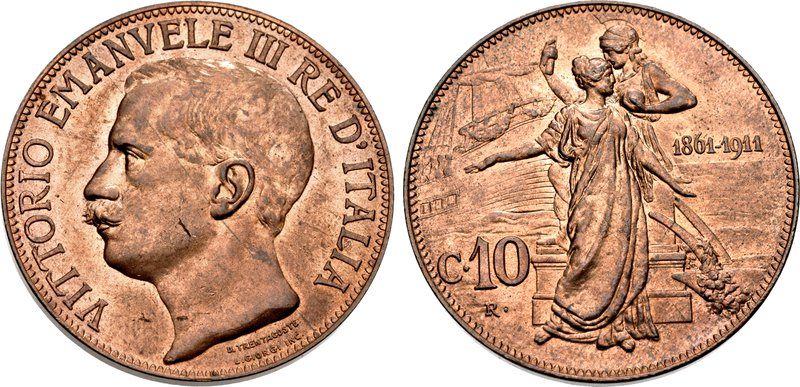
10 чентезимо,
Віктор Емануїл III (1911 рік, мідь)

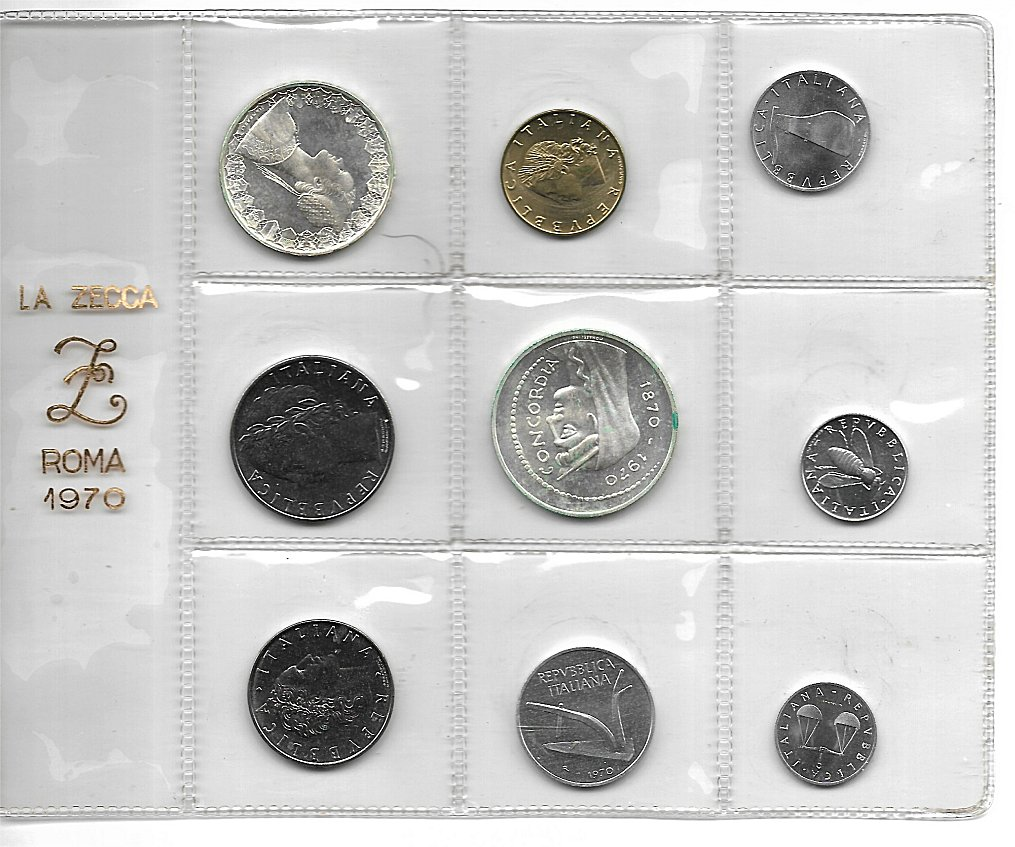
Набір обігових монет Італії за 1970 рік. Між 1968—2001 роками Римський монетний двір для додаткового доходу від нумізматичного ринку, щорічно випускав набори італійських монет

У таблиці вказані дати обігу монет звичайних випусків, але при цьому треба враховувати, що починаючи між 1968—2001 роками Римський монетний двір для додаткового доходу від нумізматичного ринку, щорічно випускав набори італійських монет, до яких входили навіть номінали, що вже давно не використовувалися в обігу. Дати випуску пробних монет до таблиці не увійшли.
З 1861 по 1943 роки, окрім монет номіналами 1, 2, 5, 10, 20, 50 і 100 лір, в Королівстві Італія карбувалися розмінні монети ліри — чентезимо (1 ліра = 100 чентезимо), які через девальвацію після Другої світової війни більше не випускалися. Нижче вказані номінали в чентезимо, роки їхнього випуску та вилучення з обігу:
- 1 чентезимо: 1861—1918, вилучений 1924 року
- 2 чентезимо: 1861—1917, вилучений 1924 року
- 5 чентезимо: 1861—1943, вилучений 1947 року
- 10 чентезимо: 1862—1943, вилучений 1947 року
- 20 чентезимо: 1863—1943, вилучений 1947 року
- 25 чентезимо: 1902—1903, вилучений 1908 року
- 50 чентезимо: 1861—1943, вилучений 1947 року

Перша серія монет Італійської Республіки номіналами в 1, 2, 5 і 10 лір випускалася з 1946 по 1950 роки, але через девальвацію її вилучили з обігу 1954-го. Між 1958 і 1967 роками масово випускалися срібні монети номіналом 500 лір 835 проби.
Також тривалий час як гроші використовувалися телефонні жетони, попри те що не існувало офіційної державної постанови щодо їх вартості; зокрема, їх вартість 1959 року становила 45 лір, у 1970-х вона підвищилася до 50 лір в сімдесятих роках, 1980-го — до 100 лір, а починаючи з 1984-го і до остаточного їх вилучення 2001-го — вона становила 200 лір.

### Пам'ятні та ювілейні монети
Між 1974—2001 роками випускалися пам'ятні та ювілейні монети номіналами: 1, 100, 200, 500, 1000, 2000, 5000, 10000, 50000 і 100000 лір.

## Банкноти
Між 1866—2001 роками випускалися банкноти номіналами: 50 чентезимо та 1, 2, 5, 10, 25, 50, 100, 250, 500, 1000, 2000, 5000, 10000, 20000, 50000, 100000 і 500000 лір.

### Банкноти останньої серії
Банкнотами останньої серії італійської ліри, що перебували в обігу до повного переходу на євро 2002 року, стали випуски зразка 1983—1990 і 1997 років, номіналами від 1000 до 500000 лір.
| Аверс         | Реверс        | Номінал (лір) | Основний колір     | Опис                                     | Опис                                                        | Перший друк     | Останній друк  | Розміри (мм) |
| Аверс         | Реверс        | Номінал (лір) | Основний колір     | Аверс                                    | Реверс                                                      | Перший друк     | Останній друк  | Розміри (мм) |
| ------------- | ------------- | ------------- | ------------------ | ---------------------------------------- | ----------------------------------------------------------- | --------------- | -------------- | ------------ |
| senza_cornice | senza_cornice | 1000          | Світло- пурпуровий | Марія Монтессорі                         | Діти в студії Армандо Спадіні                               | 24 жовтня 1990  | 25 липня 2001  | 112 × 62     |
| senza_cornice | senza_cornice | 2000          | Жовтий             | Гульєльмо Марконі                        | Корабель «Елеттра», антени та радіоприймач                  | 24 жовтня 1990  | 25 травня 2001 | 118 × 60     |
| senza_cornice | senza_cornice | 5000          | Зелений            | Вінченцо Белліні та Театр «Массімо»      | Колона та сцена з опери «Норма», взяті з Пам'ятника Белліні | 31 січня 1985   | 25 липня 2001  | 126 × 70     |
| senza_cornice | senza_cornice | 10000         | Синій              | Алессандро Вольта                        | Храм Вольти у Комо                                          | 3 вересня 1984  | 25 липня 2001  | 133 × 70     |
| senza_cornice | senza_cornice | 50000         | Фіолетовий         | Джанлоренцо Берніні і Фонтан Тритона     | Кінний пам'ятник Костянтину та Царські сходи                | 15 березня 1984 | 25 липня 2001  | 150 × 70     |
| senza_cornice | senza_cornice | 100000        | Світло- зелений    | Караваджо і картина «Побажання удачі»    | Картина Караваджо «Кошик фруктів»                           | 25 жовтня 1983  | 25 липня 2001  | 156 × 70     |
| senza_cornice | senza_cornice | 500000        | Блакитний          | Рафаель Санті і картина «Тріумф Галатеї» | Картина Рафаеля «Афінська школа»                            | 13 травня 1997  | 25 липня 2001  | 163 × 78     |

## Валюти, прив'язані до італійської ліри

### Італійська окупація
Еритрейський талеро
Відкарбований для Італійської Еритреї, починаючи з 10 серпня 1890 року, еритрейський талеро містив таку ж кількість срібла, що й італійська монета 5 лір, але мав більші розміри, оскільки використовувалося срібло 800 проби. Таким чином, обмінний курс був 1 талеро = 5 лірам, а його розмінні одиниці складалися з таких номіналів: 5, 10, 50 чентезимо та 1 і 2 ліри. Окрім цього, до того як 1921 року офіційною валютою Еритреї стала італійська східноафриканська ліра, в обігу цієї колонії перебували італійські ліри, монети Латинського валютного союзу, талер Марії Терезії та англійські колоніальні монети.
Ліра Італійської Східної Африки
Для обігу в Італійській Східній Африці в період з 1937 по 1941 роки була надрукована спеціальна серія банкнот італійської ліри. Королівський указ від 2 липня 1936 року, номер 1371, пізніше перетворений на закон від 11 січня 1937 року, номер 260, ввів італійську ліру як єдиний законний платіжний засіб в Ефіопії, тим самим скасувавши ефіопський загарбницький режим в Еритреї. Були запроваджені терміни обміну місцевих грошей на нову валюту: для банкнот перехідний період становив три місяці, з 15 липня по 15 жовтня 1936 року, й місяць для монет з обміном до 15 серпня.
Сомалійська рупія
Випускалася для Італійського Сомалі з 1909 по 1925 року. Валюта поділялася на 100 сомалійських без (однина: беза, арабською: بيزا). Рупію ввели між 1909 і 1910 роками. Спочатку в обіг потрапили бронзові монети номіновані у безах, а потім 1910 року срібні монети номіновані у рупіях. Сомалійська рупія замінила талер Марії Терезії та індійську рупію, які мали однакову вартість. Перехідний період заміни рупії на сомалійську ліру відбувся з 1 липня 1925 року по 30 червня 1926 року, курс обміну становив 8 лір = 1 рупія. Після заміни рупії в італійському Сомалі в обігу знаходилися й інші монети, зокрема італійська східноафриканська ліра, східноафриканський шилінг, сомало й сомалійський шилінг.
Сомалійська ліра
Випускалася для італійського Сомалі між 1925 та 1926 роками після скасування сомалійської рупії; валюта поділялася на монети номіналом 5 та 10 лір, які обмінювалися за номіналом на італійську ліру, оскільки монети містили однакову кількість срібла. Під час обігу цієї валюти в італійському Сомалі для розрахунків використовувалися й монети та банкноти італійської ліри.
Албанський лек
Випускався з 1939 по 1943 роки під час італійської окупації Албанії; випускалися монети номіналом 0,05, 0,10, 0,20, 0,50, 1, 2, 5 і 10 леків, а обмінний курс встановили на рівні 1 лек = 1,25 ліри.
Італійський юань
Італійський юань був серією банкнот, що випускалася для Італійської концесії Тяньцзінь «Китайсько-італійською банківською корпорацією» з квітня 1921 року до початку японської окупації концесії у вересні 1943 року. Випускалося п'ять номіналів: 1, 5, 10, 50 та 100 юанів.

### Іноземна окупація
Ам-ліра

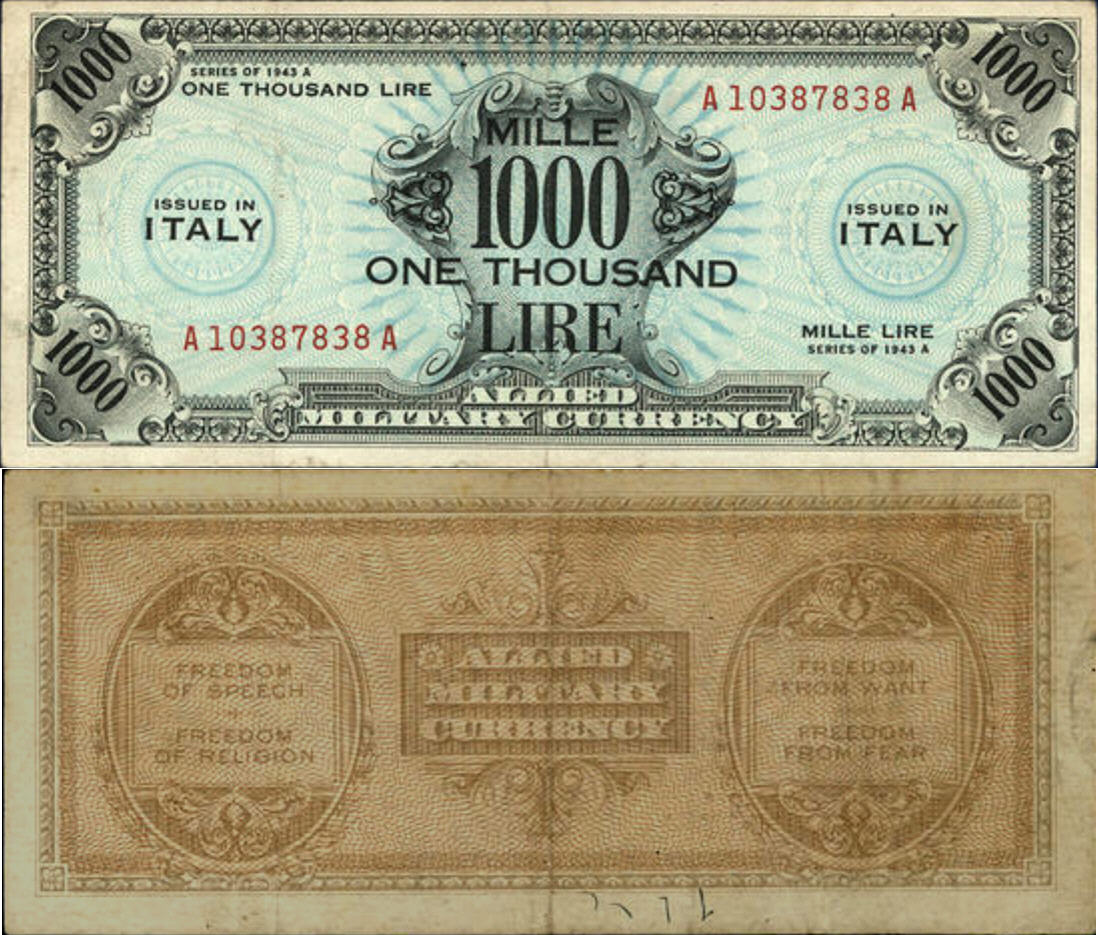
Ам-ліра (1943)

Ам-ліра випускалася на територіях Італії, що знаходилися під союзним військовим урядом у період Другої світової війни з 1943 по 1944 роки. Випуск банкнот Ам-лір перервали через протести італійського уряду, оскільки надмірна емісія викликала сильну інфляцію.
Окупаційна марка
З німецькою окупацією північної Італії та створенням Італійської Соціальної Республіки 15 вересня 1943 року у Вероні та Віченці, а потім і на решті територій ввели німецькі банкноти (Reichskreditkassenscheine, скорочено RKK) для розрахунків німецьких військ на італійських територіях. Обмінний курс спочатку встановили на рівні 7,6 ліри за райхсмарку, але вже 25 вересня його підвищили до 10 лір. Термін обігу RKK був недовгим, оскільки вони були скасовані 1 листопада, банкноти обмінювалися на італійські ліри до 13 листопада 1943 року.
Люблянська ліра
1943 року італійські провінції Удіне, Гориція, Трієст, Пола, Ф'юме та Любляна потрапили під німецьку окупацію і знову увійшли до Оперативної зони Адріатичного узбережжя. Наступного року німецька військова влада для збільшення ліквідності в провінції Любляна ввела в обіг люблянську ліру, яка знаходилася в обігу до приходу югославських партизанів у травні 1945 року.
Триполітанська ліра
Під час британської окупації Італійської Лівії британська влада випустила триполітанське ліре. Валюта перебувала в обігу з 1942 року разом із девальвованими італійськими банкнотами за номінальним обмінним курсом до 1951-го, коли Велика Британія надала незалежність Лівійському королівству, яке випускало власну валюту — лівійський фунт.
Трієстська ліра
1945 року на територіях Венеції-Джулії, окупованих югославською армією, ввели валюту під назвою «Юголіра» з тією ж самою вартістю, що й італійська ліра. 1947 року за
Паризьким договором ці території перейшли до складу Югославії та до Зони Б Вільної території Трієст. Югославський динар відразу замінив ліру на анексованих територіях, а в Зоні Б перехід був здійснений 1949 року. Тоді як Зона A Вільної території Трієст і далі використовувала італійську ліру на всіх своїх територіях, включаючи Ам-ліру.

### Анклави

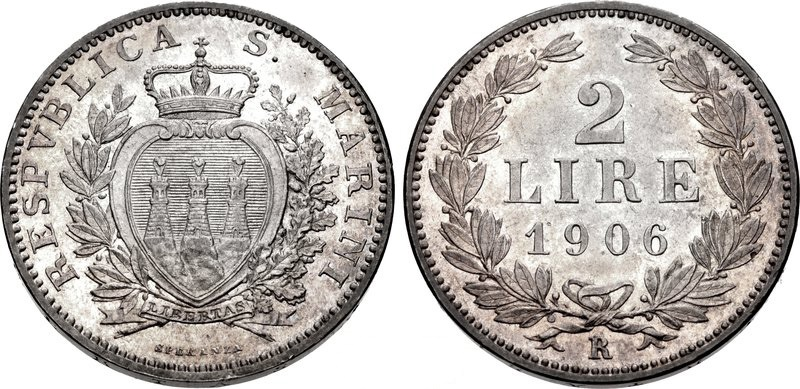
2 ліри Сан-Марино
(1906 рік, срібло 900 проби, 10 г)

З заснуванням Королівства Італія та введенням італійської ліри дві держави-анклави королівства також вирішили адаптувалися до нової валюти, спочатку Сан-Марино, а потім Ватикан уклали двосторонні угоди з Італією, заради отримання дозволу карбувати власні монети, номінально прив'язаних до італійської ліри. Випускалися дві валюти:
- Санмаринська ліра: карбувалась з 1864 року завдяки двосторонній угоді від 22 березня 1862-го, що дозволяла випуск монет, але не банкнот, зі статусом, рівним італійським. Перші монети були номіналом 5 і 10 мідних чентезимо, вони карбувалися на Міланському монетному дворі. Потім угоду ратифікували 28 червня 1897 року, після чого на Римському монетному дворі дозволялося карбування лише срібних монет на суму до 150 000 лір, а 16 лютого 1906-го цей обсяг скоротили до 120 000. Угодою від 10 лютого 1914 року державі також надали право карбування мідних монет на загальну суму 119 000 лір, а обсяг випуску срібних монет збільшили на загальну суму до за 210 000 лір. 23 жовтня 1931 року Сан-Марино дозволили необмежене карбування золотих монет, це право діяло до 1953 року, коли Італійська республіка скасувала його. Карбування золотих монет відновилося після угоди від 10 вересня 1971 року, 21 липня 1991-го її продовжили, а після повного запровадження євро воно припинило свою дію[75].
- Ватиканська ліра: валюта Ватикану з 1929 по 2002 роки, так само випускалася лише у вигляді монет[75].

## Валютний курс
Між 1861—1913 роками з перервами існував класичний золотий стандарт з переважанням фіксованих обмінних курсів італійської ліри. У часи двох світових війн та міжвоєнних періодів 1914—1949 років переважно існували плаваючі валютні курси; при цьому між 1920—1936 роками існували як фіксовані, так і плаваючі обмінні курси. У період існування Бреттон-Вудської системи 1950—1973 років існували фіксовані обмінні курси. Між 1974—1998 роками знову переважали плаваючі обмінні курси в контексті фіксованої, але регульованої прив'язки.

### Обмінні курси

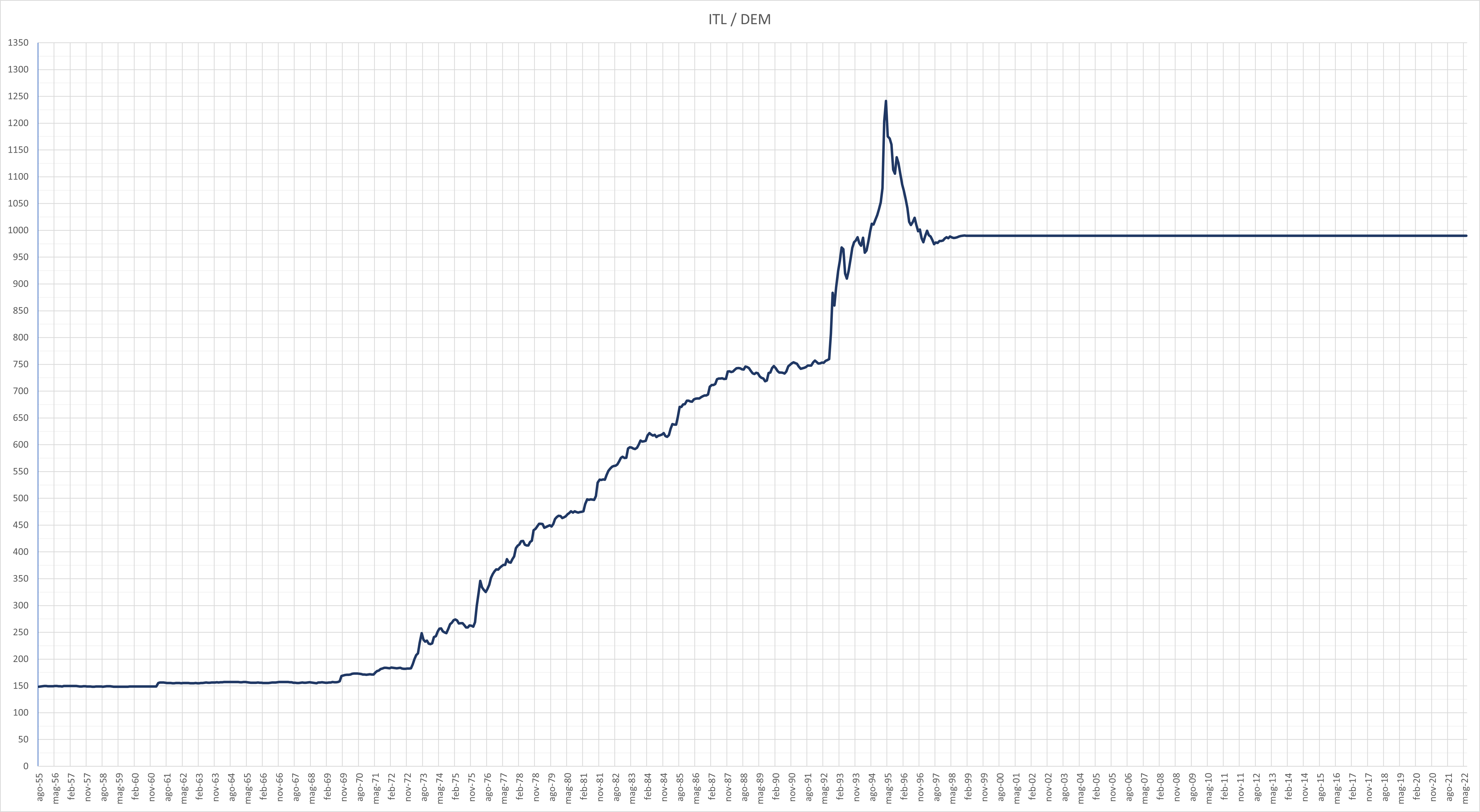
Графік курсу ліри до німецької марки між 1955—2001 роками

| Валюта             | 1920    | 1925    | 1930    | 1935    | 1940    | 1945    | 1950     | 1955     | 1960     | 1965     | 1970     | 1975     | 1980     | 1985     | 1990     | 1995     | 2000     | 2001     |
| ------------------ | ------- | ------- | ------- | ------- | ------- | ------- | -------- | -------- | -------- | -------- | -------- | -------- | -------- | -------- | -------- | -------- | -------- | -------- |
| Долар США          | 21,111  | 25,096  | 19,085  | 12,123  | 19,800  | 100,000 | 624,781  | 624,847  | 620,711  | 624,789  | 627,031  | 653,256  | 855,510  | 1909,743 | 1198,428 | 1628,911 | 2102,587 | 2163,807 |
| Фунт стерлінгів    | 77,054  | 121,132 | 92,827  | 59,424  | 72,935  | 400,000 | 1749,392 | 1750,204 | 1742,783 | 1746,776 | 1502,246 | 1446,597 | 1992,046 | 2461,912 | 2133,214 | 2571,647 | 3178,432 | 3114,402 |
| Швейцарський франк | 352,786 | 484,929 | 370,017 | 393,323 | 449,490 | 23,310  | 144,201  | 145,542  | 143,730  | 144,379  | 145,487  | 252,775  | 510,849  | 780,237  | 864,128  | 1379,871 | 1243,507 | 1282,225 |
| Французький франк  | 145,372 | 119,826 | 74,931  | 79,860  | 41,340  | 198,122 | 180,810  | 178,620  | 126,590  | 127,484  | 113,450  | 152,396  | 202,637  | 213,074  | 220,093  | 326,629  | 295,182  | 295,182  |
| Німецька марка     | 38,211  | 5,979   | 4,556   | 4,857   | 7,800   | -       | 148,770  | 149,005  | 148,843  | 156,421  | 171,991  | 265,524  | 471,081  | 650,259  | 741,597  | 1137,995 | 989,999  | 989,999  |
| Євро               | -       | -       | -       | -       | -       | -       | -        | -        | -        | -        | -        | -        | -        | 1447,757 | 1524,776 | 2107,229 | 1936,270 | 1936,270 |